# 浜松駅バスターミナル
浜松駅バスターミナル（はままつえきバスターミナル）とは、静岡県浜松市中央区の浜松駅北側、新浜松駅東側にある路線バスのバスターミナルである。正円形の構造にバスの進む方角と合わせた乗り場配置を特徴とする。停留所名は「浜松駅」。地元では当施設を指して「バスターミナル」とも呼ぶ。

## 概要

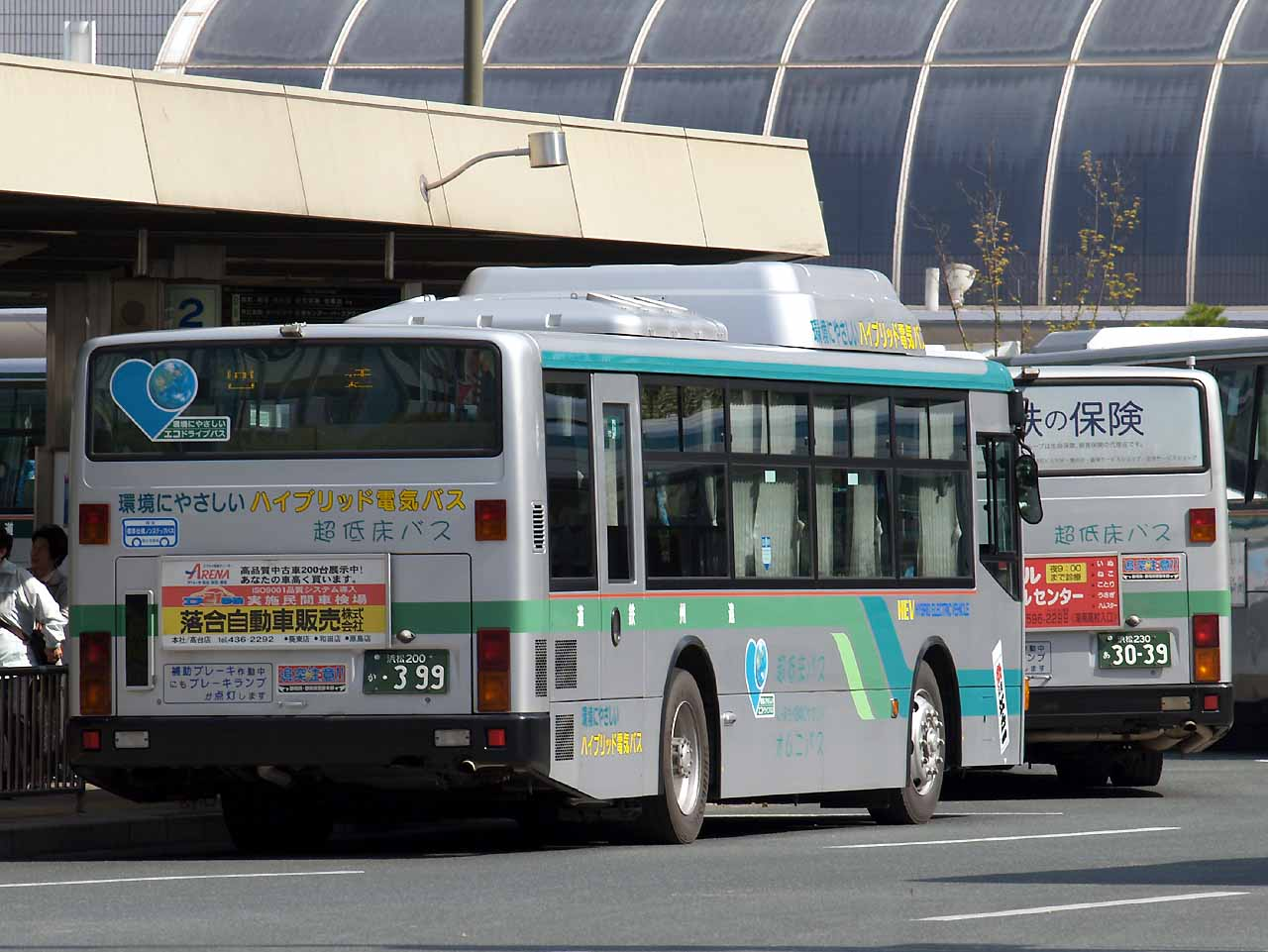
遠鉄バスの車両と17番乗り場付近

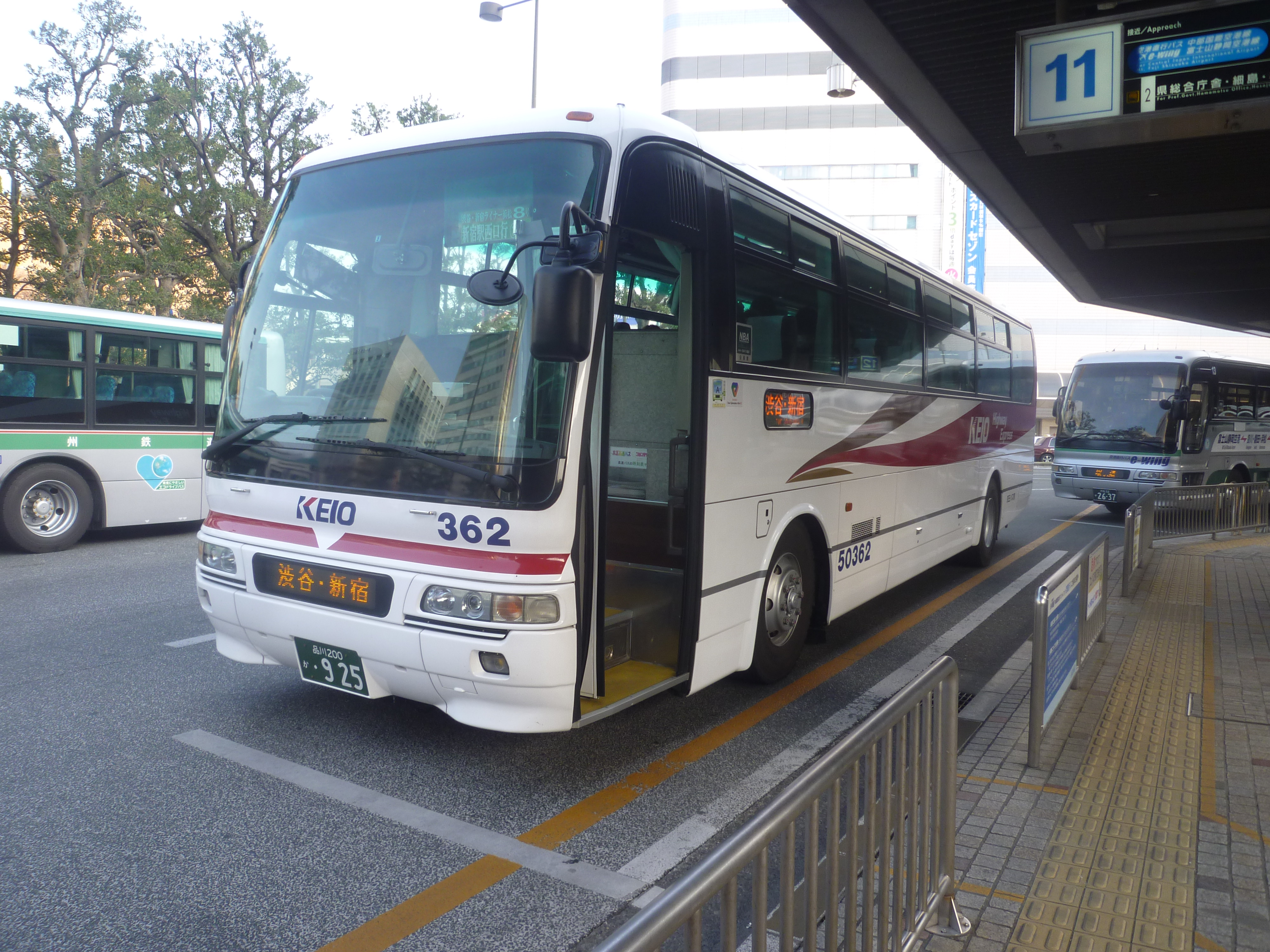
京王バス東の車両と乗り場

主に遠州鉄道バスの乗り場であるが、京王バス東・ジェイアール東海バス・西日本ジェイアールバス・名鉄バス・宮城交通も利用する。かつては浜松市営バス（現在は廃止）や大井川鉄道バス（当時）、静岡鉄道バス（当時）、ジェイアールバス関東も発着していた。
正十六角形の円形バースで乗り場が16番まであるが、他に2つずつ乗り場を持つ島が2つあり、最大で20台乗降できる。但し離島は17番の番号が付された乗り場以外の3つの乗り場は原則として乗降の扱いを行わず、イベント時や乗務員の休憩等に利用されている。
降車用ポールは存在せず、1〜16番の空いている乗り場で随時降車扱いを行う。原則として乗り場のバスロケーション接近ランプ・音声が作動した場合には降車扱いを中断して他の乗り場に移動した後降車扱いを行うことになっている。
浜松駅バスターミナルが出来てからも1984年3月31日までは浜松駅南口にも17〜19番として乗り場があり、当時の遠州浜線や市営バス路線であった中田島線等、主に駅南方面に向かう路線がこの乗り場から発着していた。この南口乗り場は現在は駅前駐車場の整備により無くなっている。
なお、浜松駅バスターミナル東側の道路の新幹線高架下には、駅南方面路線の上りが停車する「浜松駅南口」という降車専用のバス停がある。ここで降車した場合、階段やエスカレーターを使用しなくても駅や市街地に直接行ける。
2012年3月のダイヤ改正で11番乗り場は空港直行バスe-wing及び都市間高速バス専用乗り場となった。

## 歴史

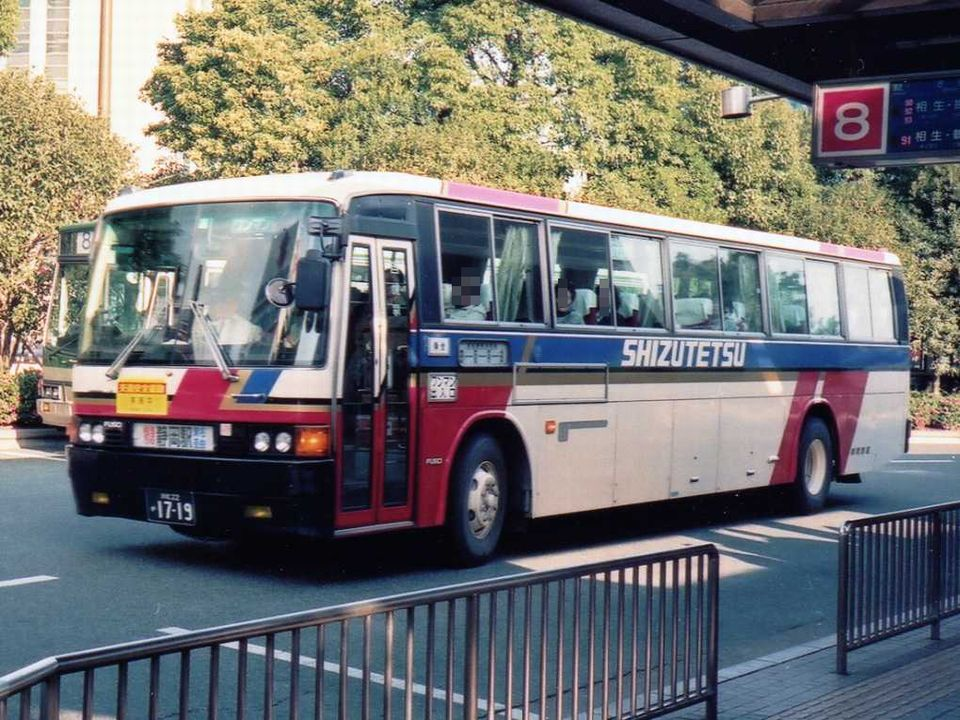
かつて発着していた静岡鉄道バス（当時）の車両と当時の乗り場

当施設は、連続立体交差化された浜松駅の旧地平部分の用地を浜松市が買い取って建設したものである。後にアクトシティ浜松も隣接地に建設されている。
かつて浜松駅周辺のバス乗り場は方面別に、
- 浜松駅北口
- 浜松駅南口
- 遠鉄浜松駅（現:遠州病院駅。跡地には「クリエート浜松」がある）

の3ヶ所に分立しており、乗り換えに徒歩連絡を要するケースもあった。
また、利用者があまり多くないバスなどは、田町中央通り（旧名：名店ビル）・かじ町等を発着していた。
当施設の完成により浜松駅前のバス乗り場は1ヶ所に集約され、乗り換えなどの利便性が大幅に向上した。
完成当時は浜松駅バスターミナルから直接右折して駅南方面へは出られなかった為、当時の遠州浜佐鳴台線(遠州浜方面行き)や江之島線等の駅南方面へ向かう路線は浜松駅バスターミナルを出て直ぐの旭町交差点を右折し、アクトシティを回る形で反対車線に出て駅南方面へ向かっていたが、1980年代後半頃に浜松駅バスターミナルから直接右折出来る様に整備された為、駅南方面へ向かうのに大幅な時間短縮が図られた。
- 1982年（昭和57年）11月1日 - 現在のバスターミナル完成
- 1984年（昭和59年）4月5日 - モニュメント「伸びゆく浜松」が吹抜部に完成。
- 2004年（平成16年）4月1日 - 第1待合室完成
- 2005年（平成17年）11月7日 - 第2待合室完成
- 2007年（平成19年）2月1日 - 乗車券センター移転（地階→第1待合室内）
- 2009年（平成21年）前半 - かつての乗車券センター跡に浜松市駅前市民サービスセンターが移転。また地下に2つ存在した自販機コーナーの片方へ浜松駅前交番が移転する。(共にフォルテ閉鎖のため。)
- 2011年（平成23年）11月11日 - 浜松駅前交番が遠鉄百貨店新館1階へ、駅前市民サービスセンターが同9階へと移転

## 構造
- 円形のバースは全国的にも珍しく、バス乗り換えに便利な構造となっている。船橋駅北口にも八角形の同様なターミナルがある。
- バスの待機場所も周辺に14台分設置されており、効率的な配車が可能である。
- 地上：待合室、バス案内所（2番のりば脇（第1待合室）、11番のりば脇（第2待合室）の2ヵ所）、乗車券センター（第1待合室中）、忘れ物扱い所（第2待合室中）
- 地下：浜松市役所駅前市民サービスセンター、浜松中央警察署浜松駅前交番（以上二つはフォルテ再開発事業に伴う仮移転）→　後に遠鉄百貨店新館へ移転
- のりば：時刻表のほか、バスロケーション（接近情報）、運賃案内板、ベンチがある。
- 円形の乗り場の横には17番乗り場がある。

## 乗り場
※通学用など便数が極めて少ない行先は割愛。個々の路線については各営業所の記事を参照。
| のりば | 系統番号                       | 路線名                                          | 経由地 | 主な行先                               | 備考                                                                                                 |
| ------ | ------------------------------ | ----------------------------------------------- | --- | -------------------------------------- | --- |
| １     | 30                             | 舘山寺線                                        | 市役所南 浜商前 弥生団地 伊佐見橋 フラワーパーク 浜名湖パルパル 舘山寺温泉                                  | 舘山寺町                               | 湖東団地中央通り経由もある                                                                           |
| １     | 30                             | 舘山寺線                                        | 市役所南 浜商前 弥生団地 伊佐見橋 フラワーパーク 浜名湖パルパル 舘山寺温泉 舘山寺町                         | 村櫛                                   | 浜名湖ガーデンパーク行きや湖東団地中央通り経由もある                                                 |
| １     | 31                             | 舘山寺線                                        | 市役所南 浜商前 弥生団地                                                                                    | 伊佐見橋                               | |
| １     | 36                             | 大塚ひとみヶ丘線                                | 市役所南 浜商前 弥生団地 湖東高校 ゆう・おおひとみ中 ひとみヶ丘中 湖人見団地                                | 山崎                                   | 湖人見団地止まりもある ゆう・おおひとみ中を経由しない便もある                                        |
| １     | 37                             | 大久保線                                        | 市役所南 浜商前 弥生団地 神ヶ谷中 大久保                                                                    | 田端住宅                               | 平日のみ運行                                                                                         |
| ２     | ０                             | 遠州浜蜆塚線                                    | 高町 蜆塚遺跡前                                                                                             | 佐鳴台団地                             | |
| ２     | ８                             | 鶴見富塚じゅんかん                              | 市役所南 市立高校 医療センター 富塚車庫                                                                     | 安座                                   | |
| ２     | ８                             | 鶴見富塚じゅんかん                              | 市役所南 市立高校 医療センター 富塚車庫 長坂橋 せいれい病院 市役所前                                        | 浜松駅                                 | |
| ２     | ８-22                          | 大平台線                                        | 市役所南 市立高校 医療センター 入野                                                                         | 大平台1丁目                            | |
| ２     | ８-33                          | 伊佐見線                                        | 市役所南 市立高校 医療センター 富塚車庫 弥生団地 伊佐見橋 伊佐見小学校                                      | 山崎                                   | 平日のみ運行                                                                                         |
| ３     | ９                             | 掛塚さなる台線                                  | 鴨江観音 根上り松 佐鳴台小学校 佐鳴台団地                                                                   | 医療センター                           | 平日夜1便のみ富塚車庫行（医療センター寄らず） 平日20時台以降・土日祝21時台以降の便は佐鳴台団地止まり |
| ３     | ９-22                          | 大平台線                                        | 鴨江観音 根上り松 佐鳴台小学校 入野                                                                         | 大平台1丁目                            | 佐鳴台団地経由もある                                                                                 |
| ４     | 12                             | 浜名線                                          | 高塚 篠原小学校                                                                                             | 馬郡車庫                               | |
| ４     | 16-4                           | 小沢渡線                                        | 浅田宮前 春日町 法枝町 小沢渡                                                                               | 浜松市総合水泳場                       | すずかけセントラル病院経由や天方産業経由もある                                                       |
| ４     | 16-4                           | 小沢渡線                                        | 浅田宮前 春日町 法枝町 小沢渡                                                                               | 柏原西                                 | すずかけセントラル病院経由や天方産業経由もある                                                       |
| ５     | 20                             | 志都呂宇布見線                                  | 西伊場 入野 志都呂 宇布見浅羽                                                                               | 山崎                                   | JR浜松工場止まりや大平台高校行きもある                                                               |
| ５     | 20                             | 志都呂宇布見線                                  | 西伊場 入野 イオンモール浜松志都呂 堀出橋                                                                   | 舞阪駅                                 | JR浜松工場止まりや大平台高校行きもある                                                               |
| ６     | ４                             | 中田島線                                        | 浜松南病院 中田島砂丘                                                                                       | 中田島車庫                             | |
| ６     | 3                              | 三島江之島線                                    | 北寺島 向宿町 寺脇橋 南行政センター 遠州浜三丁目                                                            | 遠州浜四丁目                           | 平日のみ運行                                                                                         |
| ６     | ５                             | 三島江之島線                                    | 三島町 寺脇橋                                                                                               | 南行政 センター                        | 遠州浜四丁目行きや江之島アーチェリー場止まりや浜松特別支援学校止まりもある                           |
| ６     | ６                             | 大塚ひとみヶ丘線                                | 北寺島 名塚西 西伝寺 金折                                                                                   | 新貝住宅                               | |
| ７     | １                             | 遠州浜蜆塚線                                    | 中島 芳川 遠州浜中 遠州浜四丁目                                                                             | 遠州浜温泉                             | 遠州浜四丁目止まりもある                                                                             |
| ８     | 91                             | 鶴見富塚じゅんかん                              | アクトシティ 三和町 飯田 鶴見                                                                               | 新貝住宅                               | |
| ８     | 90                             | 掛塚さなる台線                                  | アクトシティ 名塚西 芳川                                                                                    | 掛塚                                   | |
| ８     | 96                             | 掛塚さなる台線                                  | アクトシティ 名塚西 芳川 掛塚 駒場 福田車庫                                                                 | 豊浜郵便局                             | |
| ９     | 80                             | 中ノ町磐田線                                    | 相生 子安 浜松アリーナ 橋羽                                                                                 | 中ノ町                                 | |
| ９     | 80                             | 中ノ町磐田線                                    | 相生 子安 浜松アリーナ 橋羽 中ノ町 磐田駅 見付                                                              | 磐田営業所                             | |
| 10     | ２                             | 早出線                                          | 県総合庁舎 遠州病院前 柳通り 早出町 早出上公園 上島駅東                                                     | イオンモール浜松市野                   | 早出上公園止まりもある                                                                               |
| 10     | 73                             | 笠井線                                          | 県総合庁舎 遠州病院前 労災病院 丸塚町 原島 上石田                                                           | 笠井上町                               | 平日の20時以降の下りのみ                                                                             |
| 10     | 75                             | 笠井線                                          | 県総合庁舎 遠州病院前 労災病院 宮竹 原島 上石田                                                             | 笠井上町                               | |
| 10     | 76                             | 笠井線                                          | 県総合庁舎 遠州病院前 労災病院正門 宮竹 原島 上石田                                                         | 笠井上町                               | 平日日中7-12時の下りのみ                                                                             |
| 10     | 74                             | 蒲線                                            | 県総合庁舎 遠州病院前 労災病院 丸塚町 中田町                                                                | イオンモール浜松市野                   | 朝数便のみの運行となっている                                                                         |
| 10     | 77                             | 蒲線                                            | 県総合庁舎 遠州病院前 労災病院 丸塚町 東海染工                                                              | イオンモール浜松市野                   | さぎの宮中経由笠井上町行きもある                                                                     |
| 10     | 78                             | 蒲線                                            | 県総合庁舎 遠州病院前 労災病院 丸塚町 原島 北島町                                                           | 産業展示館                             | 笠井上町行きや三立製菓行きもある                                                                     |
| 11     | 空港直行バス「e-wing」         | 空港直行バス「e-wing」                          | 中部国際空港（中部国際空港バスのりば）                                                                      | 中部国際空港（中部国際空港バスのりば） | |
| 11     | 都市間 高速バス                | 東名ハイウェイバス                              | 東名磐田 | 東京駅                                 | 昼行便                                                                                               |
| 11     | 都市間 高速バス                | 横浜イーライナー                                | 東名御殿場 横浜駅（YCAT）                                                                                   | 山下公園前                             | 昼行便                                                                                               |
| 11     | 都市間 高速バス                | 横浜イーライナー                                | バスタ新宿 国際展示場駅                                                                                     | 東京ディズニーランド®                  | 夜行便                                                                                               |
| 11     | 都市間 高速バス                | 渋谷・新宿イーライナー 渋谷・新宿ライナー浜松号 | 東名江田 渋谷マークシティ                                                                                   | 新宿駅（バスタ新宿）                   | 昼行便                                                                                               |
| 11     | 都市間 高速バス                | ドリーム静岡・浜松号                            | 横浜駅（YCAT） 東京駅 新木場駅                                                                              | 東京ディズニーランド®                  | 夜行便                                                                                               |
| 11     | 都市間 高速バス                | 京阪神ドリーム静岡号                            | 京都駅（烏丸口） 高速京田辺 大阪駅JR高速バスターミナル 湊町バスターミナル ユニバーサル・スタジオ・ジャパン® | 三ノ宮駅（三宮バスターミナル）         | 夜行便                                                                                               |
| 11     | 都市間 高速バス                | 青葉号                                          | 仙台駅前（宮交仙台高速バスセンター）                                                                        | 仙台駅前（宮交仙台高速バスセンター）   | 夜行便                                                                                               |
| 11     | 都市間 高速バス                | 京都イーライナー                                | 長島温泉 五条京阪（京阪清水五条駅）                                                                         | 京都駅（八条口）                       | 昼行便 特定日のみ長島温泉行きもある                                                                  |
| 11     | 都市間 高速バス                | 浜松エクスプレス大阪号 大阪イーライナー         | 京都深草 大阪駅JR高速バスターミナル                                                                         | ユニバーサル・スタジオ・ジャパン®      | 昼行便                                                                                               |
| 12     | 61                             | 内野台線                                        | 遠鉄ストアフードワン高林店 上島 有玉団地 半田 内野台車庫                                                    | サンストリート浜北                     | 内野台車庫止まり、西部免許センター行き、浜北西高校行きもある                                         |
| 13     | 50                             | 山の手医大線                                    | 市役所前 城北工高 萩丘小学校 小豆餅 浜工高前 三方原営業所                                                   | 医科大学                               | |
| 13     | 53                             | 萩丘都田線                                      | 市役所前 浜松中央署 萩丘住宅 小豆餅 旭ヶ丘 三方原営業所 半田公園                                            | 半田山中                               | 染地台三丁目（きらりタウン）行きやニコエ・春華堂浜北工場行きもある                                   |
| 13     | 56                             | 萩丘都田線                                      | 市役所前 浜松中央署 萩丘住宅 小豆餅 浜工高前 テクノ中 都田車庫                                              | 都田駅前                               | |
| 14     | 8                              | 鶴見富塚じゅんかん                              | 市役所前 せいれい病院 長坂橋                                                                                | 富塚車庫                               | |
| 14     | 8                              | 鶴見富塚じゅんかん                              | 市役所前 せいれい病院 長坂橋 富塚車庫 医療センター 市立高校 市役所南 浜松駅                                 | 浜松駅                                 | 一部便は新貝住宅方面に直通する。                                                                     |
| 14     | 51                             | 泉高丘線                                        | 市役所前 せいれい病院 和合町 遠鉄ストアフードワン泉店 本田技研 イオンタウン浜松葵                           | 姫街道車庫                             | |
| 14     | 58                             | 和合西山線                                      | 市役所前 せいれい病院 和合町                                                                                | 西山                                   | 広報館行もある。                                                                                     |
| 15     | 40                             | 気賀三ヶ日線                                    | 市役所南 和合町 追分                                                                                        | 姫街道車庫                             | 土・日祝のみ運行                                                                                     |
| 15     | 40                             | 気賀三ヶ日線                                    | 市役所南 和合町 追分 姫街道車庫                                                                             | 聖隷三方原病院                         | 平日のみ運行                                                                                         |
| 15     | 40                             | 気賀三ヶ日線                                    | 市役所南 和合町 追分 姫街道車庫 聖隷三方原病院                                                              | 気賀駅前                               | |
| 15     | 40                             | 気賀三ヶ日線                                    | 市役所南 和合町 追分 姫街道車庫 聖隷三方原病院 佐久米                                                       | 三ヶ日車庫                             | 三ヶ日車庫系統は気賀駅前には入らない                                                                 |
| 15     | 43                             | 引佐線                                          | 市役所南 和合町 追分 根洗 金指                                                                              | 気賀駅前                               | |
| 15     | 43                             | 引佐線                                          | 市役所南 和合町 追分 根洗                                                                                   | 聖隷三方原病院                         | |
| 15     | 45                             | 奥山線                                          | 市役所南 和合町 追分 根洗 金指 井伊谷 神宮寺                                                                | 奥山                                   | 平日午前中のみ聖隷三方原病院を経由する                                                               |
| 16     | 41                             | 高台線                                          | 市役所南 和合町 本田技研                                                                                    | 花川運動公園                           | ファイブガーデンズ経由や基地北門経由もある                                                           |
| 16     | 46                             | 都田線                                          | 市役所南 和合町 追分 曳馬野 常葉大学東門                                                                    | 都田駅前                               | 都田車庫行きや常葉大学正門経由もある                                                                 |
| 16     | 46-テ                          | 都田線                                          | 市役所南 和合町 追分 曳馬野 都田口 テクノ中 都田車庫                                                        | 都田駅前                               | |
| 16     | 48                             | 和合西山線                                      | 常盤町 市役所前 下池川町 和合町                                                                             | 西山                                   | 朝夕のみ                                                                                             |
| 16     | 48                             | 和合西山線                                      | 常盤町 市役所南 浜松北高 和合町                                                                             | 西山                                   | 朝夕の一部の便のみ                                                                                   |
|        |                                |                                                 | |                                        | |
| 17     | オートレース場（シャトルバス） | オートレース場（シャトルバス）                  | オートレース場（シャトルバス）                                                                              | オートレース場（シャトルバス）         | オートレース場（シャトルバス）                                                                       |
| 17     | ボートレース場（シャトルバス） |                                                 | |                                        | |

## ターミナル周辺施設
- 浜松駅 - JR東海 東海道本線・東海道新幹線
- 新浜松駅 - 遠州鉄道 鉄道線（通称西鹿島線）
- 遠鉄百貨店
- 浜松駅駅ビル「メイワン」「エキマチ」
- ビックカメラ 浜松店
- ホテルクラウンパレス浜松
- プレスタワー
- UP-ON（新浜松駅高架下の商業施設）
- ザザシティ浜松
- かじ町プラザ
- アクトシティ浜松
  - アクトタワー
    - オークラアクトシティホテル浜松

  - 浜松市楽器博物館

## 註
1. ↑  なお、2004年まで遠州鉄道では案内にて浜松バスターミナルを利用していた。現在でも浜松バスターミナルと呼ぶことがある最近では、2010年浜松シティマラソンの迂回案内の路線図に於いて、「浜松駅」バス停が「浜松バスターミナル」と表記されていた。また、現在でも路線別時刻表の問い合わせ先は、「浜松バスターミナル」である。
2. ↑   予約制。乗車券はのりば脇の券売機または乗車券センターで購入する。
3. ↑  乗車券は乗車券センターで購入する。一部路線は予約制。また券売機で乗車券が購入出来る路線もある。